# Kígyógyökerű keserűfű
A kígyógyökerű keserűfű (Persicaria bistorta) a keserűfűfélék (Polygonaceae) családjában a Persicaria (korábban a Polygonum) nemzetség egyik faja. Magyarországon védett.
Magyar nevét onnan kapta, hogy fekete gyökere S (kígyó) formában kétszer megtekeredett. Tudományos neve is ebből származik (latinul bis = kétszer, torquere = sodorni, tekerni).

## Származása, elterjedése
Fő elterjedési területe a hideg mérsékelt éghajlati öv. Magyarország délnyugati részén jellemző: főleg az Őrségben, továbbá:
- Vendvidéken,
- Hetésben,
- Göcsejben,
- Dél-Zalában,
- Bakonyalján fordul elő.

Szórványosan megtalálható a Cserehát néhány tisztásán is.

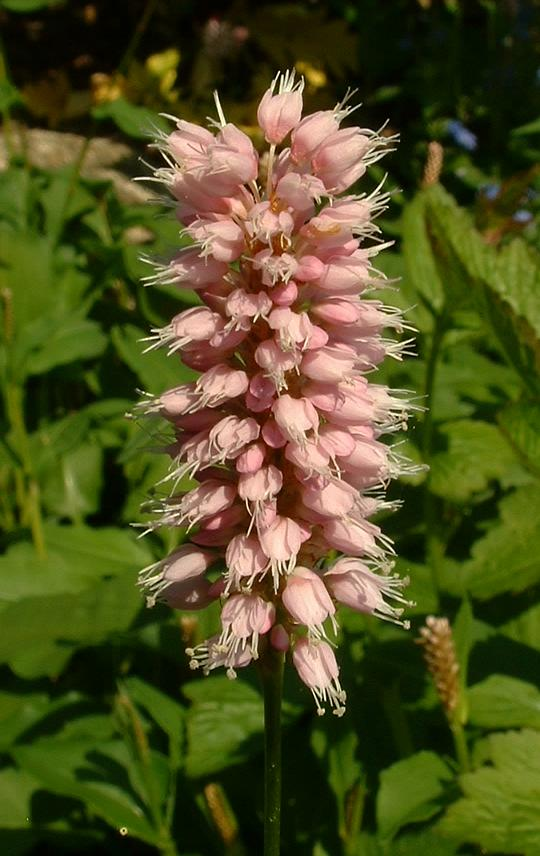
Virágzata

## Jellemzői
Mintegy 1 m magasra növő, lágy szárú növény. A hullámos szélű, hosszú nyelű tőlevelei tojásdadok, a szárlevelek háromszögűek, nyélbe keskenyednek. Rózsaszín, hengeres fürtvirágzata a felálló szár csúcsán nyílik.
Gyökere vastag, vörösesbarna színű, húsa halvány rózsaszín, S alakban tekeredik, mint a kígyó, nevét is innen kapta.

## Életmódja, termőhelye
Közép-Európában elsősorban a magashegységekben nő; Magyarországon üde kaszálóréteken, magaskórósokban, lápréteken él savanyú, sok szerves anyagot tartalmazó talajokon.
Évelő növény. Rovarok porozzák be; mézelő. Virágai nyáron (június–júliusban) nyílnak.

## Felhasználása
Gyöktörzsét a népi gyógyászatban vérzés- és gyulladáscsillapítónak használták — utóbbi minőségében belsőleg is. 
Csak a gyökere gyógyhatású. 15-20% csersavat tartalmaz. Erős összehúzó hatással rendelkezik, használják afta, garathurut, szájgyulladás, hasmenés, aranyér, fehér folyás ellen.
Tőleveleit a spenóthoz hasonlóan főzték meg.

## Hasonló fajok
- baracklevelű keserűfű (P. maculosa)
- keskenylevelű keserűfű (P. minor)
- lapulevelű keserűfű (P. lapathifolia) – levelein nem található folt